# Conseil tribal Mamuitun
Le conseil tribal Mamuitun est un des conseils tribaux des Innus au Québec au Canada fondé en 1992. Il rassemble cinq bandes indiennes. Son siège est situé à Pessamit sur la Côte-Nord du fleuve Saint-Laurent.

## Liste des bandes
Le conseil tribal Mamuitun comprend cinq bandes indiennes, avec environ 17 000 membres.
| Numéro | Nom officiel de la bande              | Siège         | Population inscrite (juin 2018) |
| ------ | ------------------------------------- | ------------- | ------------------------------- |
| 85     | Bande des Innus de Pessamit           | Pessamit      | 3 962                           |
| 80     | Innu Takuaikan Uashat Mak Mani-Utenam | Sept-Îles     | 4 687                           |
| 86     | Innue Essipit                         | Essipit       | 790                             |
| 87     | La Nation Innu Matimekush-Lac John    | Schefferville | 1014                            |
| 76     | Montagnais du Lac St-Jean             | Mashteuiatsh  | 6 761                           |